# حباب الکترون
حباب الکترون، فضایی خالی است که اطراف یک الکترون آزاد در یک گاز یا مایع برودتی، نظیر نئون یا هلیوم وجود دارد. این حباب‌ها در فشار اتمسفر به طور معمول خیلی کوچک اند، با اندازه‌ای حدود ۲ نانومتر.

## حباب الکترون در هلیوم
در دمای اتاق، الکترون‌ها در گازهای نجیب به‌طور آزادانه حرکت می‌کنند و تنها با برخوردی ضعیف با دیگر اتم‌ها متوقف می‌شوند. جنبش آن‌ها، که منوط به چگالی گاز و دما است، به خوبی توسط نظریه جنبشی کلاسیک شرح داده می‌شود. همانطور که دما کاهش می‌یابد، جنبش الکترون‌ها نیز کم می‌شود، تا زمانی که، سرعت اتم‌های هلیم در دمای کم تر پایین می‌آید و دیگر اثر متقابلی با الکترون ندارند.
زیر دمایی بحرانی، جنبش الکترون‌ها به مقدار بسیار کم که انتظار نمی‌رود افت می‌کند. این اختلاف دما منجر به توسعه نظریه حباب الکترون می‌شود. در دماهای پایین، الکترون‌هایی که به هلیم مایع تزریق می‌شوند، آزادانه حرکت نمی‌کنند، بلکه دور خودشان حباب‌های کوچک خلا تشکیل می‌دهند.